# Високе (Зирянський район)
Висо́ке (рос. Высоке) — село у складі Зирянського району Томської області, Росія. Адміністративний центр Високівського сільського поселення.

## Населення
Населення — 482 особи (2010; 543 у 2002).
Національний склад (станом на 2002 рік):
- росіяни — 95 %